# Herb Bartoszyc
Herb Bartoszyc – jeden z symboli miasta Bartoszyce w postaci herbu.

## Wygląd i symbolika
Herb przedstawia na czarnej tarczy dwa skrzyżowane białe topory na białej podstawie podzielonej poziomo czarnymi liniami na trzy białe pasy, z których górny jest najkrótszy a dolny najdłuższy.
Herb jest herbem mówiącym – nazwa miasta Bartoszyce bierze się z języka staroniemieckiego Barte oraz staropolskiego Barta oznaczających topór z szerokim ostrzem. 
Srebro-biel w herbie symbolizują czystość, prawdę, niewinność; czerń rozwagę, mądrość i stałość;

## Wykorzystanie herbu

Herb gminy wiejskiej Bartoszyce

Zgodnie z załącznikiem do Uchwały Nr XLIV/260/06 Rady Miejskiej w Bartoszycach z 22 lutego 2006 r. Symbolika Miasta (w tym herb) jest zastrzeżona i podlega ochronie prawnej, a na stosowanie symboli miasta wymagana jest zgoda Rady Miejskiej. Gmina wiejska Bartoszyce posługuje się uproszczonym rysunkiem toporów i zaookrągloną u dołu tarczę.